# Циклон Зорбас
Циклон Зорбас (познат и као Ксенофон и Зорба) је редак медитерански циклон који се крајем септембра 2018. године развио изнад јужног дела Средоземног мора.